# Chrusty (Wieluń)
Chrusty – dzielnica Wielunia. Wieś całkowicie włączona do Wielunia w 1988 roku, składa się na nią kilka ulic, z których najistotniejszą jest ulica Jagiełły.